# Lac Flagstaff
Le lac Flagstaff (Flagstaff Lake) est un lac situé à cheval sur les comtés de Franklin et de Somerset (Maine, États-Unis). Sa superficie est de 82 km2, ce qui en fait la quatrième plus vaste étendue d'eau douce dans le Maine après le lac de Moosehead, le lac Sebago et le lac Chesuncook.
À l'origine, le lac était bien plus petit mais il s'est agrandi avec la construction du barrage Long Falls Dam en 1950. Les villes de Flagstaff (nommée ainsi parce que Benedict Arnold avait campé à cet endroit en 1775 et y avait installé un mât et un drapeau), Bigelow, Dead River et Carrying Place ont été abandonnées à cette occasion et sont désormais submergées par le lac, qui est désormais un lac de barrage utilisé pour la production d'énergie hydroélectrique.

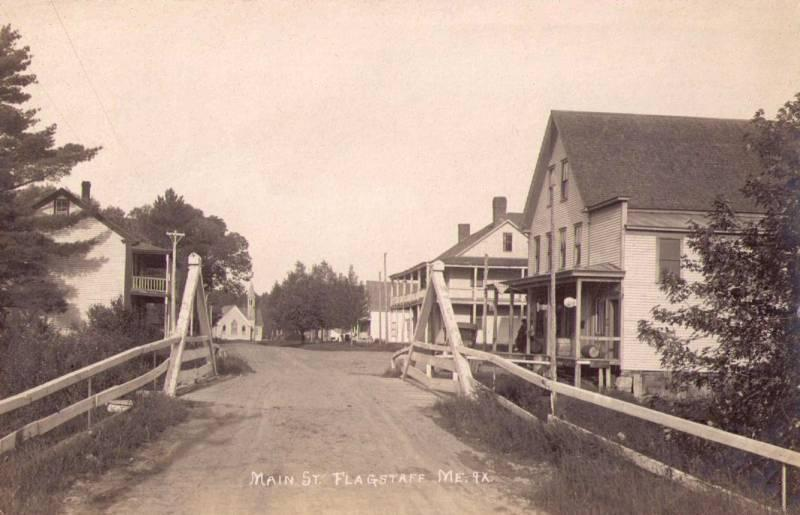
Main Street, Flagstaff, avant la construction du barrage.

Les rivières South Branch Dead et North Branch Dead se rejoignent dans le lac pour former la rivière Dead. Le  mont Bigelow, où passe le sentier des Appalaches, domine la rive sud du lac.